# Жуан Лоренсу (футболіст)
Жуан ді Матуш Моура Лоренсу (порт. João de Matos Moura Lourenço; нар. 8 квітня 1942, Алкобаса, Португалія) — португальський футболіст, нападник.

## Клубна кар'єра
Народився в місті Алкобаса, окрузі Лейрія. Футбольну кар'єру розпочала 1960 року в команді рідного міста «Алкобаса», в команді провів один сезон. Потім перейшов до «Академіки» (Коїмбра).
Влітку 1964 року приєднався до складу представника Прімейра-Ліги «Спортінг», у складі лісабонського клубу виступав протягом 8 років, за цей час вигравав чемпіонат Португалії 1966 та 1970 років. Футбольну кар'єру завершив 1972 року у віці 30 років, у футболці «Левів» віджначився 145-а голами в 219-и матчах (в тому числі й 93-и матчі в чемпіонаті). У дощовий день у жовтні 1965 року відзначився 4-а голами в переможному (4:2) поєдинку проти «Бенфіки», завдяки чому допоміг команді виграти португальський чемпіонат. У єврокубках відзначився 18-а голами, лише через тривалий період часу його досягнення перевершив Лієдсон.

## Кар'єра в збірній
Учасник чемпіонату світу 1966 років в Англії, де збірна Португалії посіла третє місце. Єдиний гравець, який не зіграв після свого виклику до збірної жодного поєдинку.

## Досягнення

### Клубні
«Спортінг» (Лісабон)
- Прімейра-Ліга
  -  Чемпіон (2): 1966, 1970

- Кубок Португалії
  -  Володар (1): 1971

### Збірна
- Чемпіонат світу
  -  Бронзовий призер (1): 1966